# Oderzo
Oderzo é uma comuna italiana da região do Vêneto, província de Treviso, com cerca de 17.276 habitantes. Estende-se por uma área de 42 km², tendo uma densidade populacional de 411 hab/km². Faz fronteira com Chiarano, Fontanelle, Gorgo al Monticano, Mansuè, Ormelle, Ponte di Piave.

## Demografia
| Variação demográfica do município entre 1861 e 2011                               |
|                                                                                   |
| Fonte: Istituto Nazionale di Statistica (ISTAT) - Elaboração gráfica da Wikipedia |